# Richard Lynch
Richard Hugh Lynch (ur. 12 lutego 1940 w Brooklynie, zm. 19 czerwca 2012 w Palm Springs (niektóre źródła podają Yucca Valley) – amerykański aktor i producent filmowy i telewizyjny.

## Życiorys

### Wczesne lata
Urodził się w nowojorskim w Brooklynie w irlandzkiej rodzinie rzymskokatolickiej. Miał starszego brata Barry’ego J. (ur. 23 stycznia 1944), który został także aktorem. Przez cztery lata służył w United States Marine Corps. Uczył się aktorstwa w Herbert Berghof Studios na Manhattanie i konserwatorium Actors Studio.
W 1967 w nowojorskim Central Parku, pod wpływem narkotyków LSD, podpalił się, stąd pozostały na jego ciele blizny.

### Kariera
W 1965 zadebiutował na Broadwayu jako Ludwik XIII w sztuce Johna Whitinga Demony. W 1970 wystąpił w produkcji off-broadwayowskiej Jednorazowa przygoda hałaśliwego pasażera (One Night Stands of a Noisy Passenger) w roli u boku Roberta De Niro, Diane Ladd i Sally Kirkland.
Karierę ekranową rozpoczął w 1973 od występu w roli Rileya w dramacie Jerry’ego Schatzberga Strach na wróble (Scarecrow). Stał się znany z małego ekranu dzięki telewizyjnym postaciom w serialach science fiction, w tym Battlestar Galactica (1978) i Star Trek: Następne pokolenie (1993).
W 1982 za kreację złego króla Titusa Cromwella w filmie Alberta Pyuna Miecz i czarnoksiężnik (The Sword and the Sorcerer) Academy of Science Fiction, Fantasy and Horror Films przyznała mu nagrodę Saturna.
Dzięki charakterystycznemu wyglądowi grał role czarnych charakterów w filmach, m.in.: Strach na wróble, Mały Nikita czy Halloween.

## Życie prywatne
Był dwukrotnie żonaty; z Beatrix, z którą miał syna Christophera Lyncha (ur. 10 marca 1970, zm. 10 października 2005 na zapalenie płuc), i Lily.
Zmarł 19 czerwca 2012 w Palm Springs w stanie Kalifornia na atak serca.

## Filmografia

### Filmy fabularne
- 1973: Strach na wróble (Scarecrow) jako Riley
- 1973: Od siedmiu wzwyż (The Seven-Ups) jako Moon
- 1976: Bóg mi powiedział (God Told Me To) jako Bernard Phillips
- 1977: Kaskaderzy (Stunts) jako Pete Lustig
- 1980: Wzór (The Formula) jako generał Helmut Kladen/Frank Tedesco
- 1982: Miecz i czarnoksiężnik (The Sword and the Sorcerer) jako Król Cromwell
- 1985: Inwazja na USA (Invasion U.S.A.) jako Michaił Rostow/Michael Hames
- 1987: Barbarzyńcy (The Barbarians) jako Kadar
- 1988: Mały Nikita (Little Nikita) jako Scuba
- 1990: The Forbidden Dance jako Benjamin Maxwell
- 1990: Kojak: Flowers for Matty (TV) jako Sands
- 1994: Cyborg 3 (Cyborg 3: The Recycler) jako Anton Lewellyn
- 2009: Mroczne niebo (Dark Fields) jako Karl Lumis

### Seriale TV
- 1975: Starsky i Hutch (Starsky & Hutch) jako Zane
- 1977: Ulice San Francisco (Streets of San Francisco) jako Harry Kraft
- 1978: Battlestar Galactica jako Wolfe
- 1978: Starsky i Hutch (Starsky & Hutch) jako Lionel Fitzgerald II
- 1979: Barnaby Jones jako Terry Shaw
- 1979: Aniołki Charliego (Charlie’s Angels) jako Freddie Jefferson
- 1979: Starsky i Hutch (Starsky & Hutch) jako Joey
- 1980: Galactica 1980 jako Xavier
- 1981: Vega$ jako Benjamin Lang
- 1983: T.J. Hooker jako Virgil Dobbs
- 1984: Niebezpieczne ujęcia (Cover Up) jako Moreau
- 1984: Drużyna A (The A-Team) jako Johnny Turian
- 1985: Airwolf jako John Bradford Horn / Gerald Van Dorian / Neal Streep
- 1985: Strach na wróble i pani King (Scarecrow and Mrs. King) jako Craig Eiger
- 1985: Riptide jako Martin Stonewall
- 1990: Zawód policjant (True Blue)
- 1992: Napisała: Morderstwo (Murder, She Wrote) jako Michael O’Connor
- 1993: Star Trek: Następne pokolenie (Star Trek: The Next Generation) jako Baran
- 1994: Napisała: Morderstwo (Murder, She Wrote) jako Philip de Kooning
- 1995: Słoneczny patrol (Baywatch) jako Diederick
- 1995: Nieśmiertelny (Highlander: The Series)
- 1998: Mike Hammer, Prywatne Oko (Mike Hammer, Private Eye) jako Graham Mintner
- 1999: Air America jako Glen
- 1999: Brygada Acapulco (Acapulco HEAT) jako Elliot Roth
- 2002: Sześć stóp pod ziemią (Six Feet Under) jako uczestnik ceremonii
- 2003: Czarodziejki (Charmed) jako Cronyn